# 漢語方言地圖集
《漢語方言地圖集》是由語言學家曹志耘主編的一套方言學地圖集。該書由北京語言大學領導編寫工作，由商務印書館出版，分為“語音卷”、“詞彙卷”、“語法卷”三卷，共有510幅地圖，含有兩岸四地930個地點的語言材料。《汉语方言地图集》是世界上第一部在统一的实地调查的基础上编写的、全面反映20世纪汉语方言基本面貌的原创性语言特征地图集。

## 來源
1. ↑  北京語言大學語言研究所 的存檔，存档日期2013-02-16.
2. ↑  《汉语方言地图集》出版新闻发布会举行 的存檔，存档日期2012-06-20.